# Sursuvul Point
Der Sursuvul Point (englisch; bulgarisch нос Сурсувул nos Sursuwul) ist eine felsige Landspitze an der Davis-Küste des Grahamlands auf der Antarktischen Halbinsel. Sie ragt 4 km östlich des Kap Andreas, 12,5 km südöstlich des Skottsberg Point, 20 km südwestlich des Kap Page und 4,4 km nordnordwestlich des Langley Peak in die Orléans-Straße hinein. 
Britische Wissenschaftler kartierten sie 1978. Die bulgarische Kommission für Antarktische Geographische Namen benannte sie 2016 nach Georgi Sursuwul, Bojar in den Regierungszeiten der bulgarischen Zaren Simeon I. und Peter I. zwischen dem 9. und 10. Jahrhundert.